# Sam Smith
Samuel Frederick (Sam) Smith (Bishop's Stortford, 19 mei 1992) is een Britse singer-songwriter die in 2012 wereldwijd bekend werd door het nummer Latch (een samenwerking met Disclosure). Verder werden nummers als Stay with me, I'm Not the Only One, Too Good at Goodbyes en Promises (met Calvin Harris) internationale hits. In 2015 zong Smith de James Bond-titelsong Writing's on the Wall voor de film Spectre. Smith won vijf Grammy Awards en vier Brit Awards.

## Levensverhaal

### Jonge jaren
Smith groeide op in Great Chishill in een gezin met twee zussen, een vader die verantwoordelijk was voor het huishouden en een moeder die als bankier werkte. Smith volgde lager onderwijs aan de St. Mary’s Catholic School van 2003 tot 2010. Vanaf achtjarige leeftijd kreeg Smith zangles van onder anderen jazz-zangeres Joanna Eden. Op 18-jarige leeftijd verhuisde Smith naar Londen om als barkeeper te gaan werken. 

### Muziekcarrière
Smith was in 2012 voor het eerst te horen in de single Latch van Disclosure. In Londen ontmoette Smith de songwriter Jimmy Naples, met wie Lay Me Down werd geschreven. De single werd in februari 2013 uitgebracht. Het behaalde in eigen land de hitlijst met plaats 46. De echte doorbraak kwam in juni 2013 met La La La, een samenwerking met Naughty Boy. In het Verenigd Koninkrijk en Italië werd deze single een nummer 1-hit. In negen andere landen, waaronder Nederland, behaalde het een top 5-notering. In mei 2014 kwam Smiths debuutalbum In the lonely hour uit, waarop ook Lay me down te beluisteren is. Ter promotie werd de single Money on my mind uitgebracht. Dit werd een nummer 1-hit in Engeland en Schotland. In 2014 werden met de singles Stay with me, I'm Not the Only One en Like I Can hits gescoord.
Het tweede album, The thrill of it all, verscheen in november 2017. De eerste single hiervan, Too good at goodbyes, werd een wereldwijde hit. Het album stond in diverse landen op nummer 1. In 2018 scoorde Smith met Calvin Harris een grote hit met Promises.
In januari 2023 verscheen Smiths vierde album Gloria. Hierop staat onder andere het nummer Unholy met Kim Petras. Het werd Smiths eerste lied dat de eerste plaats behaalde in de Billboard Hot 100.

## Persoonlijk leven
In 2019 gaf Smith aan zich als non-binair te identificeren en voortaan bij voorkeur aangeduid te willen worden met genderneutrale voornaamwoorden (in het Engels they/them). In 2020 verklaarde Smith zich tot alle genders seksueel aangetrokken te voelen. Smith noemt zichzelf een feminist.
Smith zei in interviews lang moeite te hebben gehad met lichaam en geest en zich niet volledig mannelijk maar ook niet volledig vrouwelijk te voelen. In een interview met tijdschrift Vogue vertelde Smith van vijftien tot en met achttien jaar make-up en vrouwelijke kleding naar school te hebben gedragen. Na over de termen non-binair en genderqueer gehoord te hebben, herkende Smith zich naar eigen zeggen hierin. Smith heeft van jongs af aan gewichtsproblemen en is daar open over. Op twaalfjarige leeftijd onderging de artiest een liposuctie wegens gynaecomastie.
Smith werd in 2021 uitgesloten van de op gender gebaseerde - binaire - categorie bij de Brit Awards. Eerder werd de artiest twaalf keer als man genomineerd.

## Discografie (Nederland en Vlaanderen)

### Albums
| Album met eventuele hitnotering(en) in de Nederlandse Album Top 100 | Datum van verschijnen | Datum van binnenkomst | Hoogste positie | Aantal weken | Opmerkingen |
| ------------------------------------------------------------------- | --------------------- | --------------------- | --------------- | ------------ | ----------- |
| In the lonely hour                                                  | 2014                  | 31-05-2014            | 3               | 179          |             |
| The thrill of it all                                                | 2017                  | 11-11-2017            | 1(1wk)          | 48           |             |
| Love Goes                                                           | 2020                  | 07-11-2020            | 6               | 1            |             |

| Album met hitnotering(en) in de Vlaamse Ultratop 200 albums | Datum van verschijnen | Datum van binnenkomst | Hoogste positie | Aantal weken | Opmerkingen |
| ----------------------------------------------------------- | --------------------- | --------------------- | --------------- | ------------ | ----------- |
| In the lonely hour                                          | 2014                  | 07-06-2014            | 5               | 338*         |             |
| The thrill of it all                                        | 2017                  | 11-11-2017            | 1(1wk)          | 72           |             |
| Love Goes                                                   | 2020                  | 07-11-2020            | 5               | 20           |             |
| Gloria                                                      | 2023                  | 06-02-2023            | 4               | 16           |             |

### Singles
| Single met eventuele hitnotering(en) in de Nederlandse Top 40 | Datum van verschijnen | Datum van binnenkomst | Hoogste positie | Aantal weken | Opmerkingen                                                  |
| ------------------------------------------------------------- | --------------------- | --------------------- | --------------- | ------------ | ------------------------------------------------------------ |
| Latch                                                         | 2012                  | -                     |                 |              | met Disclosure / Nr. 60 in de Single Top 100                 |
| La La La                                                      | 17-05-2013            | 15-06-2013            | 4               | 19           | met Naughty Boy / Nr. 4 in de Single Top 100 / Alarmschijf   |
| Money on My Mind                                              | 13-01-2014            | 19-04-2014            | 32              | 5            | Nr. 33 in de Single Top 100                                  |
| Stay with Me                                                  | 2014                  | 07-06-2014            | 2               | 33           | Nr. 3 in de Single Top 100                                   |
| I'm Not the Only One                                          | 2014                  | 11-10-2014            | 16              | 23           | Nr. 3 in de Single Top 100                                   |
| Latch (acoustic)                                              | 2014                  | -                     |                 |              | Nr. 86 in de Single Top 100                                  |
| Have Yourself a Merry Little Christmas                        | 2014                  | -                     |                 |              | Nr. 30 in de Single Top 100                                  |
| Like I Can                                                    | 2014                  | 21-02-2015            | 8               | 18           | Nr. 22 in de Single Top 100 / Alarmschijf                    |
| Lay Me Down                                                   | 2015                  | 04-04-2015            | tip18           | -            | met John Legend / Nr. 52 in de Single Top 100                |
| Omen                                                          | 2015                  | 15-08-2015            | 27              | 11           | met Disclosure / Nr. 27 in de Single Top 100                 |
| Writing's On The Wall                                         | 2015                  | 10-10-2015            | 35              | 5            | Soundtrack Spectre / Nr. 32 in de Single Top 100             |
| Restart                                                       | 2015                  | 05-12-2015            | tip1            | -            |                                                              |
| Too Good at Goodbyes                                          | 2017                  | 23-09-2017            | 5               | 20           | Nr. 3 in de Single Top 100 / Alarmschijf                     |
| Pray                                                          | 2017                  | 21-10-2017            | tip10           | -            | Nr. 47 in de Single Top 100                                  |
| Burning                                                       | 2017                  | -                     |                 |              | Nr. 81 in de Single Top 100                                  |
| One Last Song                                                 | 2017                  | -                     |                 |              | Nr. 89 in de Single Top 100                                  |
| Say It First                                                  | 2017                  | -                     |                 |              | Nr. 100 in de Single Top 100                                 |
| Promises                                                      | 2018                  | 02-09-2018            | 2               | 26           | met Calvin Harris / Nr. 4 in de Single Top 100 / Alarmschijf |
| Fire on Fire                                                  | 2018                  | 29-12-2018            | tip2            | -            | Soundtrack Watership Down / Nr. 56 in de Single Top 100      |
| Dancing with a Stranger                                       | 2019                  | 19-01-2019            | 6               | 15           | met Normani / Nr. 19 in de Single Top 100 / Alarmschijf      |
| How Do You Sleep?                                             | 2019                  | 03-08-2019            | 7               | 21           |                                                              |
| To Die For                                                    | 2020                  | 29-02-2020            | 27              | 7            | Alarmschijf                                                  |
| I'm Ready                                                     | 2020                  | 25-04-2020            | 19              | 7            | met Demi Lovato                                              |
| Diamonds                                                      | 2020                  | 03-10-2020            | 25              | 10           |                                                              |
| Unholy                                                        | 2022                  | 30-09-2022            | 2               | 22           | met Kim Petras                                               |
| I'm Not Here to Make Friends                                  | 2023                  | 10-02-2023            | 28              | 7            | met Calvin Harris en Jessie Reyez                            |
| Desire                                                        | 2023                  | 28-07-2023            | 6               | 24*          | met Calvin Harris                                            |

| Single met hitnotering(en) in de Vlaamse Ultratop 50 | Datum van verschijnen | Datum van binnenkomst | Hoogste positie | Aantal weken | Opmerkingen                                |
| ---------------------------------------------------- | --------------------- | --------------------- | --------------- | ------------ | ------------------------------------------ |
| Latch                                                | 2012                  | 17-11-2012            | 22              | 15           | met Disclosure                             |
| La La La                                             | 17-05-2013            | 29-06-2013            | 3               | 21           | met Naughty Boy                            |
| Together                                             | 2013                  | 21-12-2013            | tip78           | -            | met Nile Rodgers, Disclosure & Jimmy Napes |
| Money on My Mind                                     | 2014                  | 08-02-2014            | 18              | 13           |                                            |
| Stay with Me                                         | 2014                  | 31-05-2014            | 8               | 39           | Nr. 28 in de Radio 2 Top 30 Platina        |
| I'm Not the Only One                                 | 2014                  | 19-10-2014            | 13              | 22           |                                            |
| Have Yourself a Merry Little Christmas               | 2014                  | 20-12-2014            | tip53           | -            |                                            |
| Like I Can                                           | 2014                  | 27-12-2014            | tip7            | -            |                                            |
| Lay Me Down                                          | 2015                  | 14-03-2015            | tip8            | -            | met John Legend                            |
| Omen                                                 | 2015                  | 01-08-2015            | tip2            | -            | met Disclosure                             |
| Writing's on the Wall                                | 2015                  | 03-10-2015            | 5               | 15           |                                            |
| Drowning Shadows                                     | 2015                  | 14-11-2015            | tip28           |              |                                            |
| Too Good at Goodbyes                                 | 2017                  | 16-09-2017            | 2               | 27           | Platina                                    |
| Pray                                                 | 2017                  | 10-02-2018            | tip7            | -            |                                            |
| Baby You Make Me Crazy                               | 2018                  | 30-06-2018            | tip37           | -            |                                            |
| Promises                                             | 2018                  | 25-08-2018            | 1(1wk)          | 30           | met Calvin Harris Platina                  |
| Fire on Fire                                         | 2018                  | 29-12-2018            | tip10           | -            | Soundtrack Watership Down                  |
| Dancing with a Stranger                              | 2019                  | 19-01-2019            | 2               | 26           | met Normani Platina                        |
| How Do You Sleep?                                    | 2019                  | 03-08-2019            | 11              | 23           | Goud                                       |
| To Die For                                           | 2020                  | 29-02-2020            | 42              | 6            |                                            |
| I'm Ready                                            | 2020                  | 26-04-2020            | tip 3           |              | met Demi Lovato                            |
| Diamonds                                             | 2020                  | 09-10-2020            | 18              | 11           |                                            |
| Unholy                                               | 2022                  | 30-09-2022            | 6               | 24           | met Kim Petras / Goud                      |
| I'm Not Here To Make Friends                         | 2023                  | 04-02-2023            | 3               | 21           | met Calvin Harris en Jessie Reyez          |
| Desire                                               | 2023                  | 28-07-2023            | 7               | 33*          | met Calvin Harris                          |

### NPO Radio 2 Top 2000
| Nummers met noteringen in de NPO Radio 2 Top 2000 | '14  | '15  | '16  | '17  | '18  | '19  | '20  |
| ------------------------------------------------- | ---- | ---- | ---- | ---- | ---- | ---- | ---- |
| I'm Not the Only One                              | 1633 | 779  | 1941 | 1910 | -    | -    | -    |
| Stay with Me                                      | 544  | 428  | 905  | 913  | 1398 | 1600 | 1666 |
| Writing’s on the Wall                             | ×    | 1390 | -    | 1788 | -    | -    | -    |

1. ↑  Na 2021 waren er bij de Brit Awards geen op gender gebaseerde categorieën meer.
2. ↑  Een '-' betekent dat het nummer niet was genoteerd, een '×' betekent dat het nummer nog niet was uitgebracht en een vetgedrukt getal geeft de hoogste notering van een nummer aan.
3. ↑  2014 was het eerste jaar met een notering voor Sam Smith.
4. ↑  Deze tabel is bijgewerkt tot en met de laatste editie (2024).

- Bibsys: 90810049
- Bibliothèque nationale de France: cb16935944g (data)
- Gemeinsame Normdatei: 1054046522
- International Standard Name Identifier: 0000 0004 3073 0370
- Library of Congress Control Number: n2014005278
- MusicBrainz: 5a85c140-dcf9-4dd2-b2c8-aff0471549f3
- Nationale Bibliotheek van Tsjechië: osa2014835624
- Nederlandse Thesaurus van Auteursnamen: 383260264
- Réseau des bibliothèques de Suisse occidentale: 02-A025482615
- Système universitaire de documentation: 256684170
- Virtual International Authority File: 308180578
- WorldCat: E39PBJkdqbFhw6JXx6XYT8vrbd